# Waltharius

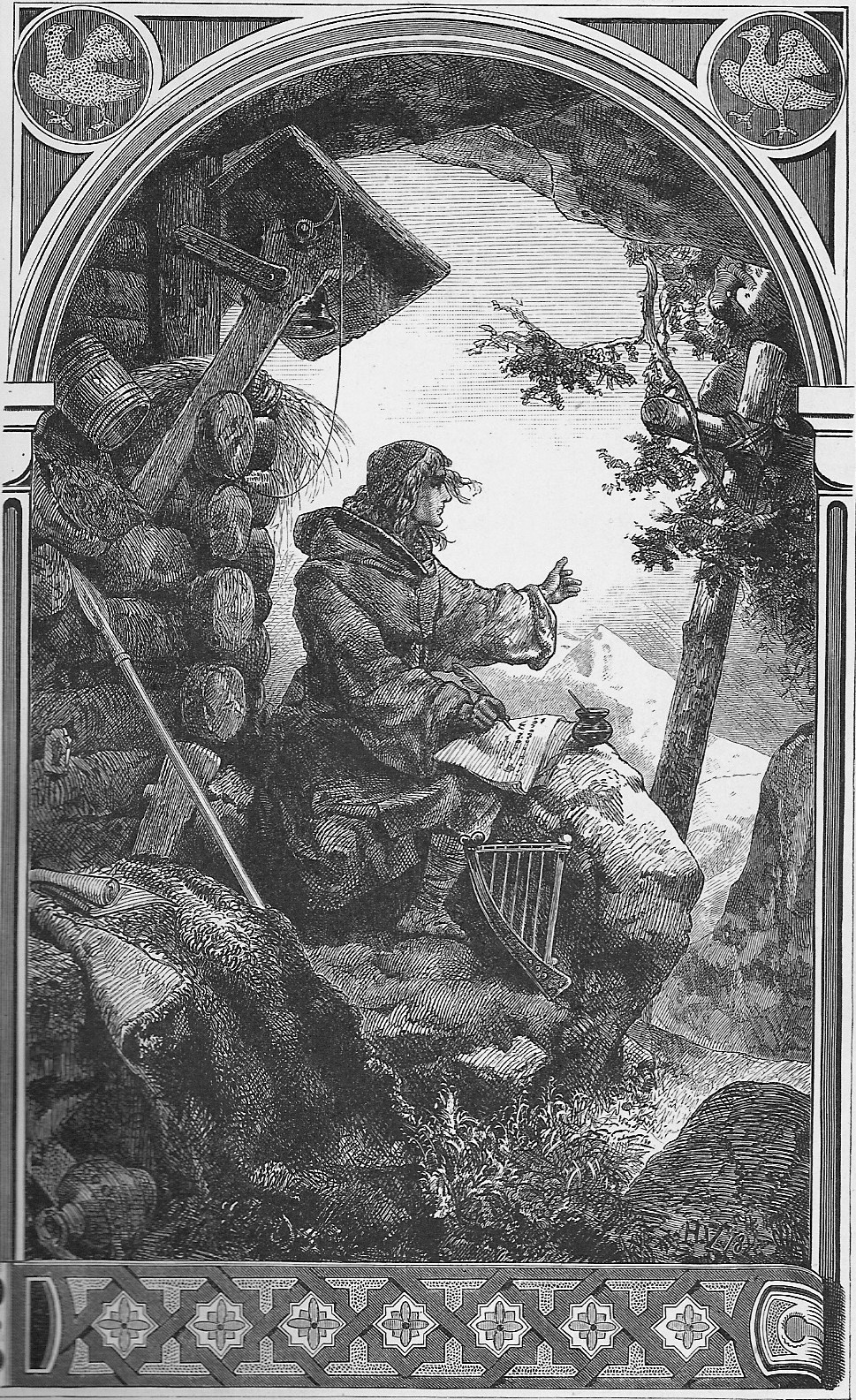
Ekkehard compone el poema Waltharius, en Illustrierte Literaturgeschichte (Historia de la literatura ilustrada), de Otto von Leixner, Leipzig, 1880.

Waltharius es un poema latino que se basa en una tradición popular alemana relacionada con las hazañas del héroe gótico occidental Walter de Aquitania.

## Historia
Nuestro conocimiento del autor, Ekkehard, un monje de San Galo, se debe a un Ekkehard posterior, conocido como Ekkehard IV (m. 1060), quien da ciertas noticias de él en el Casus Sancti Galli (cap. 80). Si el relato de Ekkehart IV, muy discutido entre los estudiosos, es cierto, lo que parece confirmarse por otro monje de San Galo, Herimanno, el autor de la vida joven de S. Wiborada h. 1075, que cita el verso 51 del Waltharius, el poema fue escrito por Ekkehard, distinguido normalmente como Ekkehard I, por su maestro Geraldo en sus días de escuela, probablemente por lo tanto no más tarde de 920, puesto que probablemente ya no era joven cuando se convirtió en diácono (a cargo de diez monjes) en el año 957. Murió en 973.
Waltharius fue dedicado por Geraldo a Erchanbaldo, obispo de Estrasburgo (fl. 965-991), pero los manuscritos de la obra circulaban antes de esa fecha. Ekkehard IV afirma que él corrigió el latín del poema, cuyos germanismos ofendían a su patrón, Aribo, arzobispo de Maguncia. El poema probablemente se basó en una canción épica hoy perdida, de manera que si el autor aún estaba en su juventud cuando lo escribió tenía que haber poseído unas capacidades considerables y precoces.

## Argumento
Valtario era el hijo de Alfere, gobernador de Aquitania, que en el siglo V, cuando se desarrolló la leyenda, era el centro del reino visigodo. Cuando Atila invadió Occidente, los príncipes de la región están representados como que no presentaron ninguna resistencia. Buscaron la paz ofreciendo tributo y rehenes. El rey Gebica, descrito aquí como un rey franco, entregó a Haganón como rehén (de la raza troyana, pero no, como en el Cantar de los nibelungos, un compatriota de la casa real) en lugar de su hijo menor Guntario; el rey burgundio Heririh, su hija Hildegunda; y Alfere, su hijo Valtario.
Haganón y Valtario se convirtieron en hermanos de armas, luchando a la cabeza de los ejércitos de Atila, mientras Hildegunda se encargaba del tesoro de la reina. Poco después, Guntario sucedió a su padre y rechazó pagar tributo a los hunos, con lo cual Haganón huyó de la corte de Atila. Valtario e Hildegunda, que habían sido prometidos en la infancia, también consiguieron escapar durante una celebración borracha de los hunos, llevándose consigo un gran tesoro. La historia de su huida forma una de las escenas más encantadoras de la antigua historia alemana. Fueron reconocidos en Worms, sin embargo, donde el tesoro excitó la avaricia de Guntario. Llevando con él doce caballeros, entre ellos al reacio Haganón, los persiguió, y los cogió en Wasgenstein en los Vosgos. Valtario luchó con los caballeros nibelungos uno cada vez, hasta que todos ellos fueron muertos salvo Haganón, quien se había mantenido ajeno a la batalla, y sólo fue persuadido por Guntario para atacar a su camarada en las armas el segundo día. Atrajo a Valtario lejos de su posición fuerte del día anterior, y tanto Guntario como Haganón atacaron a la vez. Los tres quedaron incapacitados, pero sus heridas fueron curadas por Hildegunda y se separaron como amigos.
La parte esencial de esta historia es la serie de combates singulares. Las ocasionales incoherencias del relato hace probable que hubiese muchos cambios introducidos en la leyenda. La Þiðrekssaga (capítulos 241-244) cuenta una versión de la historia más probable, representando a los perseguidores como hunos. Hay razones para creer que Haganón era originalmente el padre de Hiltegunda, y que el cuento era una variación de la saga de Hild tal como se narra en el Skáldskaparmál. Hildr, hija del rey Hogni, fue raptada por Hedinn, hijo de Hjarrandi (A.S. Heorrenda). La lucha entre las fuerzas del padre y las del amante sólo cesaron en el ocaso, para renovarse a la mañana siguiente, pues cada tarde Hild alzaba a los muertos por sus encantamientos. Esto ha sido interpretado como una forma del viejo mito de la lucha diaria recurrente entre la luz y la oscuridad. Las canciones que canta Hiltegunda en el Waltharius durante sus guardias nocturnas probablemente eran encantamientos, un punto de vista fortalecido por el hecho de que en una versión polaca[cita requerida] la mirada de Helgunda se dice que inspiraba a los combatientes con fuerzas renovadas. Hiltegunda no retiene nada de la fiereza de Hild, pero el fragmento del Waldere anglosajón se muestra más acorde con el espíritu original. En Waltharius, Hiltegunda aconseja a Valtario la huida; en el Waldere ella le insta al combate.

## Manuscritos
- Gemblours MS (Bruselas)
- Hirschau MS (Karlsruhe)
- Regensburg MS (Stuttgart)
- Epternach MS (París)
- Salzburg MS (Viena)
- Metlach MS (Tréveris)
- Fragmento Engelberg

Hay dos fragmentos de una versión en anglosajón del siglo IX, conocida como Waldere, que está formada por 15 versos cada uno, descubierto en 1860, editados por George Stephens.

## Ediciones
Waltharius fue editado por vez primera por F. Ch. J. Fischer (Leipzig, 1780) y Fr. Molter (Karlsruhe). Ediciones posteriores y más críticas son las de: Jacob Grimm (Let. Gedichte des Mittelalters (Gotinga, 1838); R. Peiper (Berlín, 1873); V. Scheffel, A. Holder (Stuttgart, 1874), Marion Dexter Learned (Baltimore 1892, todo el cuerpo de textos relacionadas con la Saga de Walter de Aquitania), y Karl Strecker (Weimar 1951); hay traducciones alemanas por F. Linnig (Paderborn, 1885), H. Althof (Leipzig, 1896), Karl Langosch (Darmstadt, 1967). En castellano la obra ha sido traducida Luis Alberto de Cuenca (Siruela, 1987) y por R. Florio (Madrid y Bellaterra, 2002), siendo esta ultima una edición revisada y comentada.

## Influencia
Véase también la novela de Scheffel titulada Ekkehard (Stuttgart, 1887); B. Symons, Deutsche Heldensage (Estrasburgo, 1905).
Con Waltharius compárense las baladas escocesas de «Earl Brand» y «Erlinton» (F.J. Child: English and Scottish Popular Ballads, i. 88 seq.).